# Халатов, Виктор Михайлович
Виктор Михайлович Халатов (настоящая фамилия Поросёнков; 1901—1969) — советский актёр театра и кино, Народный артист Украинской ССР (1946).

## Биография
Виктор Халатов родился 25 февраля 1901 года в городе Порхов в семье актёров.
Мать армянка, актриса Мария Мироновна Халатова (Халатян). Отец — актёр Михаил Викторович Горский. Начиная с 1917 года, работал в театрах Саратова, Николаева, Костромы, Минска, Архангельска, Свердловска. С 1929 по 1932 год служил в Днепропетровском русском театре, в 1933—1935 годах работал в Одесском театре, а затем в Симферопольском русском театре, с 1936 года — артист Киевского русского театра имени Леси Украинки.
В кино снимался с 1939 года.
Умер Виктор Халатов 13 февраля 1969 года в Киеве, похоронен на Байковом кладбище.

## Признание и награды
- Народный артист Чечено-Ингушской АССР (1944)[3].
- Народный артист Украинской ССР (1946)[3]
- Орден Ленина (24.11.1960)

## Творчество

### Роли в театре
- 1956 — «Деревья умирают стоя» Алехандро Касона. Режиссёр: Леонид Варпаховский[4]

### Фильмография
- 1939 — Щорс
- 1948 — Третий удар — немец
- 1945 — Непокорённые — немецкий комендант
- 1947 — Подвиг разведчика — Фридрих Поммер
- 1955 — Приключения с пиджаком Тарапуньки — Пупыркин
- 1955 — Костёр бессмертия — Перкальо
- 1955 — В один прекрасный день — отец Кати Павел Воропай
- 1956 — Главный проспект
- 1957 — Штепсель женит Тарапуньку — Бриллиантов
- 1957 — Мораль пани Дульской — Дульский
- 1957 — Крутые ступени
- 1957 — Далёкое и близкое
- 1958 — Флаги на башнях — Блюм, педагог
- 1960 — Наследники — Тимофей Павлович, приятель Якова Середы
- 1961 — Зелёная ветка мая
- 1961 — Годы девичьи
- 1961 — Артист из Кохановки — весёлый зритель в цирке
- 1962 — Королева бензоколонки — продавец
- 1963 — Люди не всё знают — староста
- 1964 — Звезда балета — дежурный аэропорта
- 1965 — Нет неизвестных солдат — Исаак Маркович, аптекарь
- 1965 — Месяц май — работник ЗАГСа
- 1967 — Тихая Одесса — зав. складом
- 1968 — Золотые часы — Рудольф Карлович, врач в детском доме